# Erano ragazzi in barca
Erano ragazzi in barca (The Boys in the Boat) è un film del 2023 diretto da George Clooney. 
Adattamento cinematografico del romanzo Erano ragazzi in barca di Daniel James Brown, la pellicola è incentrata sulla squadra di canottaggio statunitense che vinse la medaglia d'oro in occasione dei Giochi olimpici di Berlino 1936.

## Trama
Al culmine della Grande Depressione una squadra di canottieri sfavoriti compete ai Giochi olimpici di Berlino 1936.

## Produzione

### Sviluppo
La pellicola era stata originariamente concepita nel 2011 come un progetto della Weinstein Company per la regia di Kenneth Branagh, ma i diritti furono acquistati dalla Lantern Entertainment nell'ottobre 2018. Nel marzo 2020 è stato annunciato che George Clooney avrebbe diretto il film, mentre nel novembre 2021 è stato confermato che Callum Turner avrebbe interpretato il protagonista.

### Riprese
Le riprese sono iniziate nel marzo 2022 e si sono svolte tra il Berkshire, Los Angeles e Berlino.

## Promozione
Il primo trailer del film è stato pubblicato il 18 ottobre 2023.

## Distribuzione
La distribuzione del film nelle sale statunitensi è avvenuta il 25 dicembre 2023. In Italia è stato distribuito su Prime Video il 29 marzo 2024.

## Accoglienza

### Incassi
Ha incassato 55501365 $ nel mondo, di cui 52641306 $ nel mercato domestico nordamericano.

### Critica
Il film è stato accolto freddamente dalla critica. Su Rotten Tomatoes il 57% delle 159 recensioni critiche professionali è positivo, con un voto medio di 5,8 su 10. Su Metacritic il punteggio medio è di 54 su 100 sulla base di 35 recensioni.